# 新安東金氏
新安東金氏（シナンドンキムし、しんあんとうきんし、朝鮮語: 신안동김씨）は、朝鮮の氏族の一つ。始祖・金宣平は、新羅末期の古昌郡（安東）の有力者であった。新羅末期の後三国時代の争いに際して王建（高麗の太祖）に味方し、後百済の甄萱との瓶山の戦いで功績を挙げた。高麗建国後、開国功臣とされた。
李氏朝鮮後期、金祖淳の娘が純祖の后純元王后となった。純祖の摂政を務めていた貞純王后の死去以降、安東金氏は憲宗・哲宗に王妃を送り、およそ60年間にわたり外戚として勢威を振るった（勢道政治）。朝鮮末期の政治家である金玉均もその一族である。

## 高官大爵
| 名前     | 号     | 職位             | 時代 |
| -------- | ------ | ---------------- | ---- |
| 金宣平   | 亜父   | 始祖、真骨、太師 | 高麗 |
| 純元王后 | ?      | 王后             | 朝鮮 |
| 孝顕王后 | ?      | 王后             | 朝鮮 |
| 哲仁王后 | ?      | 王后             | 朝鮮 |
| 金祖淳   | 楓皐   | 府院君           | 朝鮮 |
| 金祖根   | 紫塢   | 府院君           | 朝鮮 |
| 金汶根   | 四教斎 | 府院君           | 朝鮮 |
| 金守漢   | 一声   | 国会議長         | 韓国 |

## 行列字
| ○世孫  | 22       | 23       | 24       | 25       | 26       | 27       | 28       | 29       | 30       | 31       | 32       | 33       |
| ------ | -------- | -------- | -------- | -------- | -------- | -------- | -------- | -------- | -------- | -------- | -------- | -------- |
| 行列字 | 순（淳） | 근（根） | 병（炳） | 규（圭） | 진（鎭） | 한（漢） | 동（東） | 현（顯） | 년（年） | 일（鎰） | 구（求） | 모（模） |
| ○世孫  | 34       | 35       | 36       | 37       | 38       | 39       | 40       | 41       | 42       | 43       | 44       | 45       |
| 行列字 | 연（然） | 배（培） | 선（銑） | 원（源） | 영（榮） | 사（思） | 준（埈） | 선（善） | 택（澤） | 식（植） | 환（煥） | 철（喆） |

## 集姓村
- 慶尚北道安東市
- 慶尚北道醴泉郡甘泉面
- 忠清南道扶余郡扶余邑
- 忠清南道天安市並川面佳田里
- 忠清北道曽坪郡曽坪邑
- 忠清北道槐山郡仏頂面塔村里
- 忠清北道清原郡梧倉面
- 全羅南道高興郡道陽邑道徳里[1]